# Roset-Fluans
Roset-Fluans är en kommun i departementet Doubs i regionen Bourgogne-Franche-Comté i östra Frankrike. Kommunen ligger i kantonen Boussières som tillhör arrondissementet Besançon. År 2022 hade Roset-Fluans 578 invånare.

## Befolkningsutveckling
Antalet invånare i kommunen Roset-Fluans
Referens:INSEE